# Masse et Puissance
Masse et Puissance (Masse und Macht en allemand) est l'œuvre principale, publiée en 1960, de l'écrivain britannique Elias Canetti qui obtiendra plus tard le prix Nobel de littérature. Le livre traite de la question des dynamiques des masses et des foules, et cherche à déterminer les raisons pour lesquelles ces masses obéissent aux dirigeants. Canetti y dresse un parallèle entre l'activité de gouverner et la paranoïa.

## Présentation
Masse et Puissance n'est pas seulement l'œuvre principale de Canetti ; c'est aussi son obsession, sur laquelle il a travaillé plus de vingt ans. Le livre se situe au carrefour de l'anthropologie, de la psychologie sociale, de l'ethnologie, de la philosophie et du mythe et se démarque volontiers des concepts classiques de la psychologie des masses forgés par Gustave Le Bon et Sigmund Freud.
Bien qu'érudit, cet essai n'est pas, conventionnellement parlant, académique. Il se présente comme un manuel écrit par une personne extérieure à l'espèce humaine, tentant d'expliquer celle-ci à autrui, particulièrement à propos de la façon dont les foules se constituent et manient le pouvoir. Le livre demeure important grâce aux apports qu'il donne sur les agitations en Europe de l'Est, qui peuvent être comprises au sein du cadre établi par Canetti. Il montre la croissance des masses et de leur pouvoir contre le pouvoir de l'État.

## Éditions
- Masse et puissance (1960), traduction Robert Rovini, éd. Gallimard, coll. Tel, 1966.